# Agata Trzebuchowska
Agata Trzebuchowska (* 1992) ist eine polnische Filmschauspielerin.

## Leben
Trzebuchowska studierte an der Universität Warschau Międzywydziałowe Indywidualne Studia Humanistyczne. In einem Warschauer Café wurde sie von der Filmregisseurin Małgorzata Szumowska entdeckt und lernte so den Filmregisseur Paweł Pawlikowski kennen. Dieser engagierte sie für die Hauptrolle in dem Film Ida. Ihr Studium schloss sie 2014 mit einem Bachelor ab.
Für den Europäischen Filmpreis 2014 wurde sie ebenso wie ihre Kollegin Agata Kulesza in der Kategorie Beste Darstellerin nominiert, gewann jedoch nicht.